# Pulo (Kedungtuban)
Pulo is een bestuurslaag in het regentschap Blora van de provincie Midden-Java, Indonesië. Pulo telt 1846 inwoners (volkstelling 2010).